# Salvia tilantongensis
Salvia tilantongensis es una especie de planta perteneciente a la familia Lamiaceae. El epíteto específico hace alusión a que la especie fue evidenciada durante el desarrollo de un estudio florístico en el municipio de Santiago Tilantongo, Oaxaca.

## Clasificación y descripción
Arbusto 1 a 2 (-2,5) m de alto, erecto; tallo piloso y con tricomas glandular-capitados, estos últimos concentrados hacia la inflorescencia, peciolos y ramas jóvenes, corteza exfoliante en láminas longitudinales en las ramas principales. Hojas con peciolo (1,2-) 1,8 a 2,9 (-3,5) cm de largo, articulado en la base sobre una prolongación ensanchada del entrenudo, densamente piloso y con tricomas glandular-capitados; lámina lanceolada a ovado-lanceolada, 5,2 a 8 (-10) × 1,5 a 4,5 (-5,1) cm, aguda hacia el ápice. Inflorescencia terminal, de 5,3 a 11,2 (-15) cm de largo. Bráctea floral ovada, 0,2 a 0,5 (-0,8) × 0,2 a 0,4 (-0,5) cm, caduca, verde o roja, acuminada en el ápice (porción atenuada 5,1 a 7 mm de largo), truncada en la base. Flores con pedicelos 0,5 a 1 (-1,1) cm de largo en flor, hasta 17,8 mm de largo en fruto, de 0,1 a 0,2 mm de largo. Cáliz (1,3-) 1,5 a 2 (-2,3) cm de largo, 0,7 a 0,9 cm de ancho en la garganta (hasta 2,5 × 1,1 cm en fruto), rojo (pajizo al secarse). Corola de color rojo brillante. Estambres insertos en la corola; filamentos de 4 a 6 mm de largo. Mericarpio ovoide, 2,8 a 3,2 × 1,6 a 2,2 mm, café amarillento.

## Distribución
En el Estado de Oaxaca, México, Mixteca Alta.

## Hábitat
Crece en bosques de encino bien conservados u ocasionalmente en zonas con cierto grado de disturbio. Comparte hábitat con Quercus laurina. Florece y fructifica de octubre a diciembre. Ocupa un intervalo de elevación aproximado de 2600 a 2800 m s. n. m.

## Estado de conservación
Salvia tilantongensis es una especie endémica restringida a la Mixteca Alta.